# Jan Kraszewski
Jan Kraszewski herbu Jastrzębiec (ur. 1789, zm. 27 lutego 1864) – szlachcic, urzędnik, ojciec Józefa Ignacego Kraszewskiego.

## Historia
Pełnił urzędy sędziego granicznego i ziemskiego, prezydenta ziemskego, asesora Sądu Głównego Grodzkiego Izby Kryminalnej i chorążego powiatu pruzinskiego (chorąży prużański). Właściciel wsi Dołhe w guberni grodzieńskiej.
Ożenił się z Zofią (z domu Malska) 24 maja 1811 roku. Mieli pięcioro dzieci: trzech synów i dwie córki: Józefa (1812-1887), Joannę (1813-1889), która poślubiła Jana Moraczewskiego, Lucjana (1820-1892); Annę († 1853), żonę Gabriela Łuniewskiego (agent Rządu Narodowego we Włoszech), oraz Kajetana (1827-1896).
Był przyjacielem i wykonawcą testamentu Franciszka Karpińskiego.
Jan odegrał znaczącą rolę w jego życiu swego syna Józefa Ignacego, aczkolwiek sprzeciwiał się jego karierze pisarskiej. woląc by syn objął gospodarstwo. Procesował się, w tym z rodziną.